# Đội tuyển bóng đá quốc gia Sierra Leone
Đội tuyển bóng đá quốc gia Sierra Leone (tiếng Anh: Sierra Leone national football team) là đội tuyển cấp quốc gia của Sierra Leone do Hiệp hội bóng đá Sierra Leone quản lý.
Trận thi đấu quốc tế đầu tiên của đội tuyển Sierra Leone là trận gặp đội tuyển Nigeria vào năm 1949. Đội đã từng 3 lần tham dự cúp bóng đá châu Phi là vào các năm 1994, 1996 và 2021, tuy nhiên đều không vượt qua được vòng bảng.

## Danh hiệu
Cúp Amilcar Cabral:
- 2 lần vô địch  (1993, 1995)
- 2 lần hạng nhì

## Thành tích tại giải vô địch thế giới
- 1930 đến 1970 - Không tham dự
- 1974 đến 1986 - Không vượt qua vòng loại
- 1990 - Không tham dự
- 1994 - Bỏ cuộc
- 1998 đến 2022 - Không vượt qua vòng loại

## Cúp bóng đá châu Phi
Sierra Leone đã 3 lần tham dự vòng chung kết Cúp bóng đá châu Phi, tuy nhiên đều không vượt qua được vòng bảng.
| Cúp bóng đá châu Phi | Cúp bóng đá châu Phi            | Cúp bóng đá châu Phi            | Cúp bóng đá châu Phi            | Cúp bóng đá châu Phi            | Cúp bóng đá châu Phi            | Cúp bóng đá châu Phi            | Cúp bóng đá châu Phi            | Cúp bóng đá châu Phi            | Cúp bóng đá châu Phi |
| Vòng chung kết: 3    | Vòng chung kết: 3               | Vòng chung kết: 3               | Vòng chung kết: 3               | Vòng chung kết: 3               | Vòng chung kết: 3               | Vòng chung kết: 3               | Vòng chung kết: 3               | Vòng chung kết: 3               | Vòng chung kết: 3    |
| Năm                  | Thành tích                      | Thứ hạng1                       | Số trận                         | Thắng                           | Hòa2                            | Thua                            | Bàn thắng                       | Bàn thua                        |                      |
| -------------------- | ------------------------------- | ------------------------------- | ------------------------------- | ------------------------------- | ------------------------------- | ------------------------------- | ------------------------------- | ------------------------------- | -------------------- |
| 1957 đến 1968        | Không tham dự                   | Không tham dự                   | Không tham dự                   | Không tham dự                   | Không tham dự                   | Không tham dự                   | Không tham dự                   | Không tham dự                   |                      |
| 1970                 | Bỏ cuộc                         | Bỏ cuộc                         | Bỏ cuộc                         | Bỏ cuộc                         | Bỏ cuộc                         | Bỏ cuộc                         | Bỏ cuộc                         | Bỏ cuộc                         |                      |
| 1972                 | Không tham dự                   | Không tham dự                   | Không tham dự                   | Không tham dự                   | Không tham dự                   | Không tham dự                   | Không tham dự                   | Không tham dự                   |                      |
| 1974                 | Vòng loại                       | Vòng loại                       | Vòng loại                       | Vòng loại                       | Vòng loại                       | Vòng loại                       | Vòng loại                       | Vòng loại                       |                      |
| 1976                 | Không tham dự                   | Không tham dự                   | Không tham dự                   | Không tham dự                   | Không tham dự                   | Không tham dự                   | Không tham dự                   | Không tham dự                   |                      |
| 1978                 | Vòng loại                       | Vòng loại                       | Vòng loại                       | Vòng loại                       | Vòng loại                       | Vòng loại                       | Vòng loại                       | Vòng loại                       |                      |
| 1980                 | Không tham dự                   | Không tham dự                   | Không tham dự                   | Không tham dự                   | Không tham dự                   | Không tham dự                   | Không tham dự                   | Không tham dự                   |                      |
| 1982 đến 1984        | Vòng loại                       | Vòng loại                       | Vòng loại                       | Vòng loại                       | Vòng loại                       | Vòng loại                       | Vòng loại                       | Vòng loại                       |                      |
| 1986                 | Không tham dự                   | Không tham dự                   | Không tham dự                   | Không tham dự                   | Không tham dự                   | Không tham dự                   | Không tham dự                   | Không tham dự                   |                      |
| 1988                 | Vòng loại                       | Vòng loại                       | Vòng loại                       | Vòng loại                       | Vòng loại                       | Vòng loại                       | Vòng loại                       | Vòng loại                       |                      |
| 1990                 | Bỏ cuộc                         | Bỏ cuộc                         | Bỏ cuộc                         | Bỏ cuộc                         | Bỏ cuộc                         | Bỏ cuộc                         | Bỏ cuộc                         | Bỏ cuộc                         |                      |
| 1992                 | Vòng loại                       | Vòng loại                       | Vòng loại                       | Vòng loại                       | Vòng loại                       | Vòng loại                       | Vòng loại                       | Vòng loại                       |                      |
| 1994                 | Vòng 1                          | 10 / 12                         | 2                               | 0                               | 1                               | 1                               | 0                               | 4                               |                      |
| 1996                 | Vòng 1                          | 12 / 15                         | 3                               | 1                               | 0                               | 2                               | 2                               | 7                               |                      |
| 1998                 | Bỏ cuộc khi tham dự vòng loại   | Bỏ cuộc khi tham dự vòng loại   | Bỏ cuộc khi tham dự vòng loại   | Bỏ cuộc khi tham dự vòng loại   | Bỏ cuộc khi tham dự vòng loại   | Bỏ cuộc khi tham dự vòng loại   | Bỏ cuộc khi tham dự vòng loại   | Bỏ cuộc khi tham dự vòng loại   |                      |
| 2000                 | Không được tham dự vì nội chiến | Không được tham dự vì nội chiến | Không được tham dự vì nội chiến | Không được tham dự vì nội chiến | Không được tham dự vì nội chiến | Không được tham dự vì nội chiến | Không được tham dự vì nội chiến | Không được tham dự vì nội chiến |                      |
| 2002 đến 2017        | Vòng loại                       | Vòng loại                       | Vòng loại                       | Vòng loại                       | Vòng loại                       | Vòng loại                       | Vòng loại                       | Vòng loại                       |                      |
| 2019                 | Bỏ cuộc khi tham dự vòng loại   | Bỏ cuộc khi tham dự vòng loại   | Bỏ cuộc khi tham dự vòng loại   | Bỏ cuộc khi tham dự vòng loại   | Bỏ cuộc khi tham dự vòng loại   | Bỏ cuộc khi tham dự vòng loại   | Bỏ cuộc khi tham dự vòng loại   | Bỏ cuộc khi tham dự vòng loại   |                      |
| 2021                 | Vòng 1                          | 18 / 24                         | 3                               | 0                               | 2                               | 1                               | 2                               | 3                               |                      |
| 2023                 | Vòng loại                       | Vòng loại                       | Vòng loại                       | Vòng loại                       | Vòng loại                       | Vòng loại                       | Vòng loại                       | Vòng loại                       |                      |
| 2025                 | Chưa xác định                   | Chưa xác định                   | Chưa xác định                   | Chưa xác định                   | Chưa xác định                   | Chưa xác định                   | Chưa xác định                   | Chưa xác định                   |                      |
| 2027                 | Chưa xác định                   | Chưa xác định                   | Chưa xác định                   | Chưa xác định                   | Chưa xác định                   | Chưa xác định                   | Chưa xác định                   | Chưa xác định                   |                      |
| Tổng cộng            | 3 lần vòng 1                    | 3 lần vòng 1                    | 8                               | 1                               | 3                               | 4                               | 4                               | 14                              |                      |

- ^1 Thứ hạng ngoài bốn hạng đầu (không chính thức) dựa trên so sánh thành tích giữa những đội tuyển vào cùng vòng đấu
- ^2 Tính cả những trận hoà ở vòng đấu loại trực tiếp phải giải quyết bằng sút luân lưu
- ^3 Do đặc thù châu Phi, có những lúc tình hình chính trị hoặc kinh tế quốc gia bất ổn nên các đội bóng bỏ cuộc. Những trường hợp không ghi chú thêm là bỏ cuộc ở vòng loại

## Đội hình
Đội hình dưới đây được triệu tập tham dự CAN 2021.
Số liệu thống kê tính đến ngày 20 tháng 1 năm 2022 sau trận gặp Guinea Xích Đạo.

| Số | VT | Cầu thủ                    | Ngày sinh (tuổi)  | Trận | Bàn | Câu lạc bộ          |
| -- | -- | -------------------------- | ----------------- | ---- | --- | ------------------- |
| 1  | TM | Mohamed Nbalie Kamara      | 29 tháng 4, 1999  | 13   | 0   | East End Lions      |
| 16 | TM | Ibrahim Sesay              | 18 tháng 10, 2004 | 1    | 0   | East End Lions      |
| 23 | TM | Isaac Caulker              | 25 tháng 1, 1991  | 0    | 0   | F.C. Kallon         |
|    |    |                            |                   |      |     |                     |
| 17 | HV | Umaru Bangura (đội trưởng) | 7 tháng 10, 1987  | 55   | 4   | Neuchâtel Xamax     |
| 15 | HV | Yeami Dunia                | 16 tháng 12, 1996 | 23   | 0   | East End Lions      |
| 2  | HV | Osman Kakay                | 25 tháng 8, 1997  | 12   | 0   | Queens Park Rangers |
| 20 | HV | Saidu Mansaray             | 21 tháng 2, 2001  | 4    | 0   | Bo Rangers          |
| 3  | HV | Kevin Wright               | 28 tháng 12, 1995 | 6    | 0   | Örebro SK           |
| 18 | HV | David Sesay                | 18 tháng 9, 1998  | 2    | 0   | Wealdstone          |
| 25 | HV | Daniel Francis             | 10 tháng 7, 2002  | 2    | 0   | Rot Weiss Ahlen     |
| 5  | HV | Steven Caulker             | 29 tháng 12, 1991 | 3    | 0   | Gaziantep           |
|    |    |                            |                   |      |     |                     |
| 4  | TV | Medo                       | 16 tháng 11, 1987 | 33   | 2   | Cầu thủ tự do       |
| 7  | TV | Kwame Quee                 | 9 tháng 7, 1996   | 31   | 3   | Víkingur Reykjavík  |
| 6  | TV | John Kamara                | 12 tháng 5, 1988  | 24   | 1   | Cầu thủ tự do       |
| 8  | TV | Saidu Fofanah              | 14 tháng 9, 1997  | 6    | 1   | F.C. Kallon         |
|    | TV | Alhassan Koroma            | 9 tháng 6, 1997   | 4    | 0   | Linense             |
| 24 | TV | Prince Barrie              | 18 tháng 8, 1997  | 4    | 0   | Bo Rangers          |
| 27 | TV | Abu Dumbuya                | 29 tháng 1, 1999  | 8    | 0   | East End Lions      |
| 22 | TV | Issa Kallon                | 3 tháng 1, 1996   | 2    | 0   | Cambuur             |
| 26 | TV | Saidu Bah Kamara           | 3 tháng 3, 2002   | 0    | 0   | Bo Rangers          |
|    |    |                            |                   |      |     |                     |
| 10 | TĐ | Kei Kamara                 | 1 tháng 9, 1984   | 39   | 7   | HIFK                |
| 12 | TĐ | Alhaji Kamara              | 16 tháng 4, 1994  | 12   | 5   | Randers             |
| 19 | TĐ | Mustapha Bundu             | 27 tháng 2, 1997  | 10   | 1   | AGF                 |
| 14 | TĐ | Mohamed Buya Turay         | 10 tháng 1, 1995  | 9    | 0   | Hà Nam Kiến Nghiệp  |
| 28 | TĐ | Musa Noah Kamara           | 6 tháng 8, 1999   | 7    | 1   | East End Lions      |
| 11 | TĐ | Sullay Kaikai              | 26 tháng 8, 1995  | 6    | 1   | Wycombe Wanderers   |
| 9  | TĐ | Augustine Williams         | 3 tháng 8, 1997   | 1    | 0   | Cầu thủ tự do       |
| 21 | TĐ | Idris Kanu                 | 5 tháng 12, 1999  | 1    | 0   | Peterborough United |

### Triệu tập gần đây
| Vt | Cầu thủ           | Ngày sinh (tuổi)  | Số trận | Bt | Câu lạc bộ         | Lần cuối triệu tập |
| -- | ----------------- | ----------------- | ------- | -- | ------------------ | ------------------ |
| TM | Francis Koroma    |                   | 0       | 0  | Mighty Blackpool   | CAN 2021PRE        |
| TM | Mohamed Kanu      |                   | 0       | 0  | Nimba Kwado        | CAN 2021PRE        |
|    |                   |                   |         |    |                    |                    |
| HV | Mustapha Dumbuya  | 7 tháng 8, 1987   | 17      | 0  | Unattached         | CAN 2021PRE        |
| HV | Alie Sesay        | 2 tháng 8, 1994   | 9       | 0  | Persebaya Surabaya | CAN 2021PRE        |
| HV | Abu Bakarr Samura | 10 tháng 8, 1995  | 2       | 0  | Kallon             | CAN 2021PRE        |
|    |                   |                   |         |    |                    |                    |
| TV | Rodney Strasser   | 30 tháng 3, 1990  | 18      | 1  | Cattolica          | CAN 2021PRE        |
| TV | Khalifa Jabbie    | 20 tháng 1, 1993  | 15      | 2  | Al-Mina'a          | CAN 2021PRE        |
| TV | George Davies     | 16 tháng 11, 1996 | 11      | 0  | St. Pölten         | CAN 2021PRE        |
| TV | Augustus Kargbo   | 24 tháng 8, 1999  | 2       | 0  | Crotone            | CAN 2021PRE        |
| TV | Emmanuel Samadia  | 19 tháng 4, 2001  | 1       | 0  | Hapoel Umm al-Fahm | CAN 2021PRE        |
|    |                   |                   |         |    |                    |                    |
| TĐ | Christian Moses   | 10 tháng 8, 1993  | 6       | 0  | IFK Varnamo        | CAN 2021PRE        |